# La Forêt (série télévisée)
Pour les articles homonymes, voir La Forêt.
La Forêt est une mini-série télévisée franco-belge en six épisodes de 52 minutes créée par Delinda Jacobs, réalisée par Julius Berg et diffusée en Belgique du 30 mai au 14 juin 2017 sur La Une, puis en France, à partir du 21 novembre 2017 sur France 3.
Au Canada, la série devient disponible le 29 juin 2018 sur Netflix.
Cette fiction est une coproduction de Carma Films, Nexus Factory, Umedia et la RTBF (télévision belge), avec la participation de France Télévisions.

## Synopsis
Quand Jennifer, une lycéenne, disparaît dans la forêt aux alentours du tranquille village de Montfaucon, Océane et Maya, ses deux meilleures amies, semblent d'abord persuadées qu'elle va revenir. Mais rapidement, les éléments découverts laissent penser qu'il est arrivé quelque chose de grave. Manifestement, Océane et Maya n'ont pas tout dit à propos de la disparition de leur amie. Que savent-elles qu'elles n'osent pas raconter aux enquêteurs ? Que penser des indices cryptiques retrouvés dans le cadre des investigations ? Que cache la forêt ? Pour le lieutenant Musso et le capitaine Decker, le jeu de piste ne fait que commencer...

## Fiche technique
- Création : Delinda Jacobs
- Réalisation : Julius Berg
- Scénario : Delinda Jacobs
- Pays d'origine :  France /  Belgique
- Musique : Étienne Forget
- Production : Carma Films, Nexus Factory (co-production), uMedia (co-production), RTBF
- Durée : 52 minutes
- Diffusions : 
  -  Belgique : du 30 mai au 14 juin 2017 sur La Une
  -  France : depuis le 21 novembre 2017 sur France 3 ; rediffusion en deux fois trois épisodes sur la même chaîne les 22 et 29 août 2019.

## Distribution
- Suzanne Clément : Virginie Musso, lieutenant de gendarmerie
- Samuel Labarthe : capitaine Gaspard Decker, supérieur de Virginie Musso
- Alexia Barlier : Ève Mendel
- Frédéric Diefenthal : Vincent Musso, mari de Virginie
- Martha Canga Antonio : Maya Musso, leur fille
- Inès Bally : Océane Rouget
- Patrick Ridremont : Thierry Rouget, père d'Océane
- Nicolas Marié : Gilles Lopez, le proviseur
- François Neycken : Julien
- Gilles Vandeweerd : Philippe
- Mélusine Loveniers : Lola Decker, fille du capitaine Decker
- Christian Crahay : Abraham Mendel, père adoptif d'Ève
- Isis Guillaume : Jennifer Lenoir
- Gaëtan Lejeune : Manoa
- Maxime Rennaux : Tristan Musso
- Jade Boulanger : Ève Mendel, enfant
- Damien Marchal : facteur
- Adonis Danieletto : journaliste
- Laetitia Reva : Mme Lenoir
- Anne-Pascale Clairembourg : Audrey Rinkert, mère de Max
- Serge Larivière : le légiste
- Théo Rasquin : Louis Rinkert
- Papy Henri : le mec de la scierie

## Tournage
Le tournage de la série, dont l'action se passe dans le village de Montfaucon au cœur des Ardennes françaises, a lieu lieu du 25 juillet au 17 octobre 2016 en divers lieux de Belgique et de France,,,.
En Belgique, des scènes sont tournées notamment à Dinant, Namur, Rixensart et Court-Saint-Étienne,. Dans cette commune de la province du Brabant wallon, les scènes du lycée où enseigne la prof de français incarnée par Alexia Barlier sont tournées au collège Saint-Étienne, une ancienne école primaire est transformée en poste de gendarmerie française près de la rue du Village et c'est dans l'ancien cimetière paroissial, au pied de l'église Saint-Étienne, qu'Abraham Mendel se recueille sur la tombe de sa femme et de leur bébé, morts dans un incendie criminel une vingtaine d'années plus tôt.
En France, plusieurs séquences sont tournées dans le parc naturel régional des Ardennes, notamment dans les boucles de la Meuse, à Haybes et dans les environs de Fumay. Quant à la scène finale, supposée se dérouler près d'Ostende, elle est en réalité filmée à Bray-Dunes, non loin de Dunkerque, à proximité de la frontière belge.
Comme dans d'autres séries tournées à peu près à la même époque (La Trêve, Ennemi public...), la forêt prend une place importante. Patrick Ridremont, interprète du personnage de Thierry Rouget, l'explique par « une envie de changer d'environnement ». Il ajoute : « Jusqu'à présent, les séries policières étaient toutes urbaines. Et puis c'est joli une forêt à l'image. »

## Accueil

### Audiences
| no | Date de diffusion France | Téléspectateurs | Part d'audience | Classement | Référence |
| -- | ------------------------ | --------------- | --------------- | ---------- | --------- |
| 1  | 21 novembre 2017         | 4 140 000       | 16,3 %          | 2e         | [ 7 ]     |
| 2  | 21 novembre 2017         | 4 040 000       | 17,6 %          | 2e         | [ 7 ]     |
| 3  | 28 novembre 2017         | 3 950 000       | 15,4 %          | 2e         | [ 8 ]     |
| 4  | 28 novembre 2017         | 3 750 000       | 16,7 %          | 2e         | [ 8 ]     |
| 5  | 5 décembre 2017          | 3 840 000       | 14,6 %          | 2e         | [ 9 ]     |
| 6  | 5 décembre 2017          | 3 660 000       | 14,8 %          | 2e         | [ 9 ]     |

Légende
- Les plus hauts chiffres d'audience
- Les plus bas chiffres d'audience

## Prix
La Forêt a remporté le prix de la meilleure série télévisée au Festival de la fiction TV de La Rochelle 2017.